# Park Narodowy „Pomorze Oneskie”
Park Narodowy „Pomorze Oneskie” (ros. Национальный парк «Онежское Поморье») – park narodowy w obwodzie archangielskim w Rosji. Jego obszar wynosi 2016,68 km² (w tym obszar wodny – 210 km² w zatoce Unskaja Guba). Park został utworzony dekretem rządu Federacji Rosyjskiej z dnia 26 lutego 2013 roku. Zarząd parku znajduje się w miejscowości Luda w rejonie primorskim.

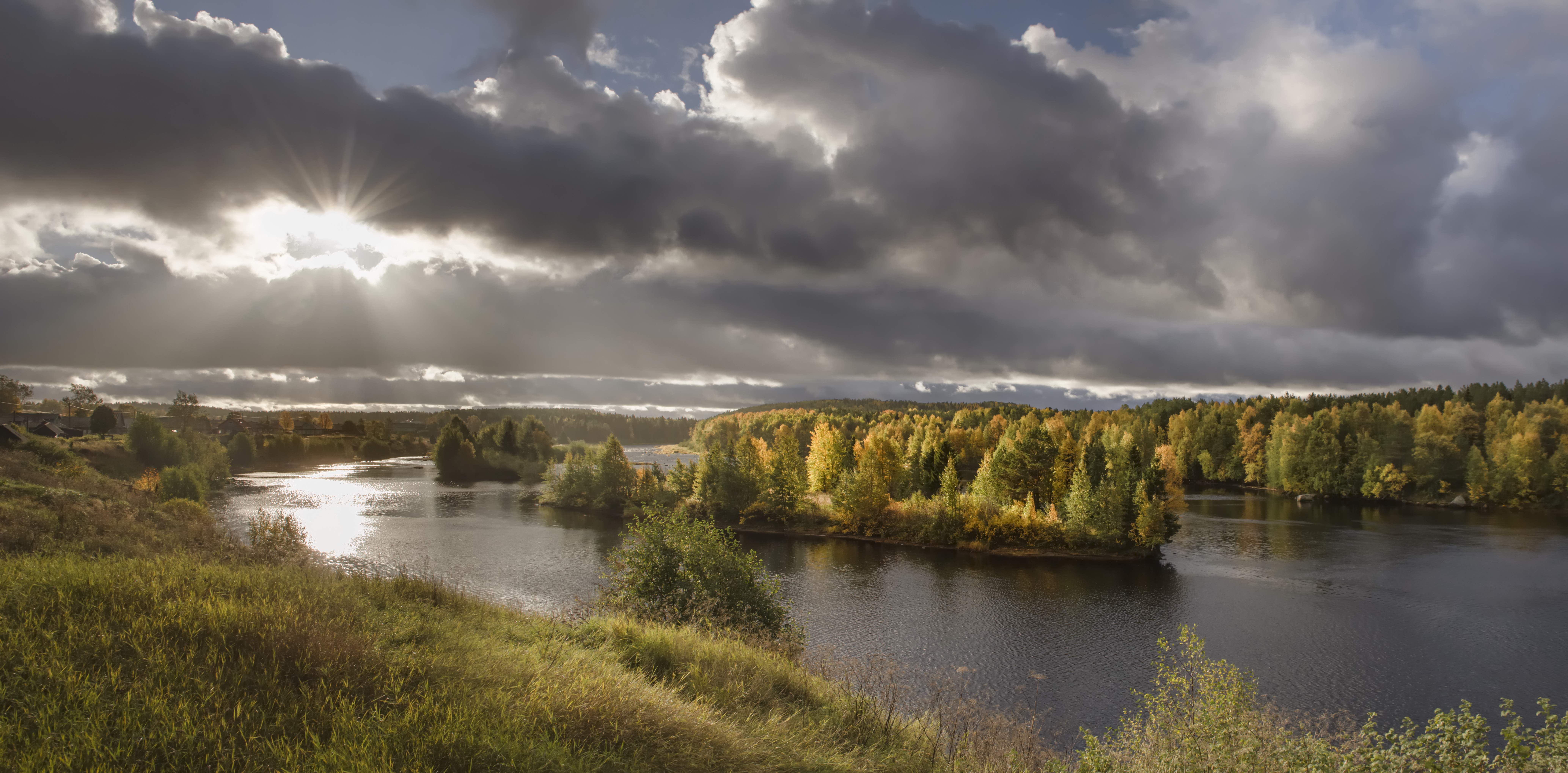
Rzeka Zołotica

## Opis
Park znajduje się w północnej części Półwyspu Oneskiego i jest otoczony zatokami Morza Białego: Oneską i Dwińską. Znajduje się tu jeden z ostatnich dużych obszarów dziewiczej tajgi w Europie, a przybrzeżne ekosystemy morskie są siedliskiem najcenniejszych ssaków morskich.
Terytorium parku wyróżnia się rzadkim połączeniem tajgi, torfowisk i dolin z jeziorami. Znajduje się tu około 2000 jezior oraz 95 rzek i strumieni. Rośnie ponad 500 gatunków roślin naczyniowych, 159 gatunków glonów i duże bogactwo gatunkowe mchów.
W parku żyje 36 gatunków ssaków lądowych, 10 gatunków ssaków morskich, 180 gatunków ptaków, 3 gatunki płazów, 3 gatunki gadów i 57 gatunków ryb. Występują tu m.in.: niedźwiedź brunatny, kuna leśna, norka europejska, bóbr europejski, gronostaj europejski, wydra europejska, wilk szary, łoś euroazjatycki, bielik, orzeł przedni, ryś euroazjatycki i rosomak tundrowy.
W wodach przybrzeżnych żyją m.in. białuchy arktyczne, nerpy obrączkowane, fokowąsv brodate, foki pospolite, lodofoki grenlandzkie, kaszaloty. Spotyka się tu też delfiny i morsy arktyczne.
Park znajduje się w północnej części strefy umiarkowanej, charakteryzującej się krótkimi i chłodnymi latami oraz długimi, mroźnymi zimami. Średnia temperatura w lutym od -9 do -11 °C, w lipcu od +11 do +14 °C. Zimą Morze Białe jest pokryte lodem.